# Los Shain's
Los Shain's es una banda de surf rock y rock psicodélico peruana, formado a fines de 1963, siendo una de las bandas más importantes de la época dorada del rock peruano en los 60's. Grabaron 4 discos de estudio, participando en la banda sonora de la película mexicana Las psicodélicas. Durante su duración, pasaron muchos integrantes, sin embargo, habría dos estables y fundamentales en la historia del grupo y que luego de la separación, seguirían aportando para la historia del rock peruano y serían el vocalista Gerardo Manuel y el guitarrista Pico Ego-Aguirre. La banda original decidió reunirse a mediados del 2005 para realizar una serie de conciertos.

## Historia

### Inicios y formación
La historia de la banda comienza en 1963 los hermanos Juan Luis y Raúl Pereira junto a David Delucci Pereira empezaban sus ensayos inspirados inicialmente en The Beatles y The Shadows. Para fines de ese año conocen a Pico Ego-Aguirre, quien provenía de una familia muy musical. Completaron al grupo con Quique Rossell en batería y Nito Muente Saco-Vértiz en voz. Luego el padre de Pico, Enrique Ego-Aguirre se convirtió en su mánager y les consiguió presentaciones en programas como Lo mejor de la semana y en Clan del cuatro. Luego Quique Rossell y Nito Muente Saco-Vértiz, serían reemplazados por José Clark y Miguel Arista en voz. Luego graban su primer disco de 45 r. p. m. para el sello Iempsa que contenía los temas "Tomahawk", composición instrumental de Juan Luis y el tema "Pretty girls everywhere" de Eddie Cochran, luego los hermanos Pereira dejaron la banda y Juan Luis Pereira formaría Los Drag's.

### Éxito y popularidad
Para fines de 1965 la banda recién tomaría personalidad con la incorporación de Gerardo Manuel quien junto a Pico Ego-Aguirre quienes para esa época ya tenían planeado explorar más con el surf rock y el garage rock, lo que ayudaría a obtener un eje para el grupo y para la movida roquera de la época. Empezaron a influenciarse rápidamente por grupo de garage rock como The Trashmen, The Ventures, Dave Clark Five, The Zombies entre otros. El grupo para la grabación de su primer LP, obtuvo instrumentos de última generación como Fender Mustang, Fender Stratocaster, batería Ludwig y sistema Eco de cinta. En su primer LP grabaron covers adaptadas al español por Gerardo Manuel y 2 temas propios "Shain’s a go go" y "Hoy". La alineación de este primer disco titulada El ritmo de Los Shain’s fue con Pico en guitarra principal, Hernán Chocano en segunda guitarra, Gerardo Rojas en voz, Alexei Kostriski Pereira en bajo, Lynn Stricklin en el órgano Farfisa, Pedro Pajuelo (que grabó un par de temas) y luego entraría en su lugar Julio Chávez Cabello para grabar la batería de los demás temas. Para 1966 en la escena local Los Saicos ya se habían separado y el grupo se convertía en una de las principales del momento, el grupo se presentaba en programas como El hit de la una, Cancionísima y Bingo en Domingos Gigantes. Uno de los memorables momentos de la banda es el mano a mano que tuvieron con el grupo uruguayo Los Shakers en el Cine Excelsior. El grupo que pasaba por su mejor momento de popularidad graban su segundo LP titulado Volumen Dos, se retira Julio Chávez Cabello e ingresa solo por un corto tiempo Bimbo Macedo en batería, Jorge Pomar que estaba esporádicamente sería reemplazado por Juan Carlos Barreda en bajo y se incorpora Carlos Manuel Barreda en la batería y Beto Tataje en segunda guitarra, la grabación de este disco fue entre fines de 1966 e inicios de 1967 donde le grupo cambia de estilo por el rock psicodélico y hippie.
Para 1968 la banda graba su tercer LP titulado Docena tres donde el grupo se inspira en sonidos hindú así como también de los Beatles y Rolling Stones, además el grupo empezó con más frecuencia las distorsiones en guitarra algo muy poco usual en esa época en los estudios de Iempsa pero que ya se hacía en el grupo desde antes del segundo LP. Paralelamente la productora mexicana de cine Churubusco los contrató para que sean la banda sonora de la película Las Psicodélicas dirigida por Gilberto Martínez Solares donde participa también Rogelio Guerra y que sería filmada en Lima. Luego por contrato tuvieron que grabar un cuarto disco titulado Instrumental donde en la portada no aparecen los integrantes. Luego de esto a fines de 1968 Gerardo Manuel, los hermanos Barreda y Tataje dejan la banda y Pico buscaría unos nuevos integrantes y formaría Los Nuevos Shain's mientras que por su lado Gerardo Manuel formaría The (St. Thomas) Pepper Smelter.

### Reuniones
En 2006 el grupo se reunió participando en festivales como Agustirock (2007) y presentaciones en TV.
En 2013 se reunieron Gerardo Manuel, en la primera voz, Pico Ego-Aguirre, en la primera guitarra, Lynn Stricklin en los teclados, Juan Carlos Barreda en el bajo y Julio Chávez Cabello en la batería, para celebrar 50 años de la formación del grupo.

## Discografía
Discos de estudio
- El Ritmo de los Shain's (Iempsa, 1965)
- Segundo Volumen (Iempsa, 1967)
- Docena Tres (Iempsa, 1968)
- Instrumental's (Iempsa, 1968)

Singles & EPs
- Pretty Girls Everywhere / Tomajauk (Odeon Del Perú, 1964)
- Viaje E Las Estrellas / Shut Down (Odeon Del Perú, 1965)
- Telestar 65 / La La La La (Odeon Del Perú, 1965)
- Brasil / El Último Tren (Odeon Del Perú, 1966)
- Fever / El Sabor De La Miel (Odeon Del Perú, 1966)
- El Baile Del Pájaro Tablista / Apache 66 (Odeon Del Perú, 1966)
- Calla / Despierta Lorenzo (con Pepe Cipolla) (Odeon Del Perú, 1966)
- La Catedral De Winchester (Lider, 1967)
- La Enamorada De Un Amigo Mio / Pesadillas (Lider, 1967)
- 96 Lágrimas / No No No No (Lider, 1967)
- Lupe Vuelva A Casa / No Tan Lejos (Lider, 1967)
- En Lima / No Hay Más Que Dar (Lider, 1967)
- Felicidad Felicidad / No Me Digas Nada (con Hnos. Riveros) (Odeon Del Perú, 1968)
- No Eres Para Mi / El Tren Pasa Esta Noche (Odeon Del Perú, 1968)
- Flechitas / Soul Limbo (Odeon Del Perú, 1968)
- Niebla Púrpura / Cuarto Blanco (Odeon Del Perú, 1968)
- Vol. 1 (EP) (Imperio, 1968)
- Caminos / Aleluya (Lider, 1968)
- Tirando Dedo / Hasta Los Malos Tiempos Son Buenos (Lider, 1968)
- Vino Dulce / Open The Door (Odeon Del Perú, 1969)
- Guau Guau A Go Go / El Cielo Me Esta Cayendo (Odeon Del Perú, 1970)
- Amor Indio / Todo Es Lo Mismo (Odeon Del Perú, 1970)
- Summertime (Sono Radio, 1971)
- Pancito Caliente / Mirandote (Sono Radio, 1971)

Recopilatorio
- Anthology (Iempsa, 2004)
- Sencillos 1969-1970 (Repsychled Records, 2006)
- Sencillos 1966-1968 (Repsychled Records, 2007)
- Ritmo Enfermedad - Vol. 1 (Repsychled Records, 2017)